# Râul Valea Neagră, Olt
Râul Valea Neagră este un curs de apă, afluent al râului Olt. 